# Iona Campagnolo
Iona Campagnolo, z domu Hardy (ur. 18 października 1932, zm. 4 kwietnia 2024) – kanadyjska działaczka polityczna.
W 1976 wybrana po raz pierwszy do parlamentu federalnego z ramienia partii liberalnej. Sprawowała funkcję parlamentarnego sekretarza ministra ds. Indian i rozwoju Północy, następnie w latach 1976–1979 była ministrem ds. sportu amatorskiego i kultury fizycznej w rządzie Pierre Trudeau. W 1982 jako pierwsza kobieta została prezydentem partii liberalnej.
W 1984 poniosła porażkę w wyborach do parlamentu, w 1986 zrezygnowała z ubiegania się o ponowny wybór na funkcję prezydenta partii. Była aktywną komentatorką życia politycznego, ponadto pełniła funkcję kanclerza Uniwersytetu Północnej Kolumbii Brytyjskiej.
W 2001 została mianowana pierwszą kobietą – gubernatorem porucznikiem Kolumbii Brytyjskiej.
W 1973 otrzymała tytuł Członka, a w 2008 Oficera Orderu Kanady.